# Fajer Fajersson
Fajer Gustaf Fajersson, född 12 maj 1918 i Everöds församling, Kristianstads län, död 27 april 2007, var en svensk veteförädlare och professor. Han var brorsonson till Sven Nilsson i Everöd. 
Fajersson avlade studentexamen i Kristianstad år 1937 för att 1941 påbörja sina studier vid dåvarande Lantbrukshögskolan. 1946 avlade han agronomexamen, blev 1954 agronomie licentiat och erhöll 1961 agronomie doktorsgrad. Fajersson disputerade på avhandlingen Nitrogen fertilization and wheat quality. Samma år blev han docent vid Lantbrukshögskolan. 1977 tilldelades han professors namn av regeringen.
1946 fick Fajersson anställning som veteförädlare vid Weibullsholms Växtförädlingsanstalt i Landskrona och blev samma år chef för veteavdelningen. Därefter var han verksam som veteförädlare hela sin yrkesverksamma tid. Under hans mer än 40 år som veteförädlare marknadsfördes 22 höst- och vårvetesorter.
1961 utsågs han till ställföreträdande chef för Weibullsholms Växtförädlingsanstalt och var dess ledare under åren 1964 till 1980. 1965 blev Fajer Fajersson ledamot av W. Weibull AB:s direktion och var vice vd 1973 till 1980 samt styrelseledamot 1965 till 1980. Fram till 1989 var han även styrelsens vetenskapliga rådgivare.
Fajersson var styrelseledamot i Sveriges Cerealistförening sedan 1956 och dess ordförande 1972 till 1978 och då även president i nordiskt Cerealistförbund. Under perioden 1965 till 1990 var han vice president i Växtförädlingsföretagens internationella organisation, ASSINSEL.
1964 invaldes Fajer Fajersson i Kungl. Skogs- och Lantbruksakademien och var dess vice preses 1988 till 1991. 1979 erhöll han Malmöhus läns Hushållningssällskaps guldmedalj, och han tilldelades året efter Kungliga sällskapet Pro Patrias stora guldmedalj. Han har också erhållit Landskrona Stads hedersmedalj, och Kungl. Skogs- och Lantbruksakademiens Nilsson-Ehle medalj för sina insatser som veteförädlare.
Fajersson utsågs till hedersledamot av Kungliga Skogs- och Lantbruksakademien, Lantbrukshögskolans studentkår, Nordiskt cerealistförbund, Skånska agronomklubben, Malmö lantbruksklubb och Sveriges utsädesförening. Han var också ledamot av Kungliga Fysiografiska Sällskapet i Lund.
Efter Finska vinterkriget 1940 tilldelades Fajersson Vinterkrigets minnesmedalj och förlänades senare kommendörstecknet av Finlands Lejons orden. År 1973 tilldelades han Roemer-medaljen av "Arbeitsgemeinschaft Getreideforschung" i Tyskland.
Ur Stiftelsen S.O. Bergs och Fajer Fajerssons fond (instiftad 1983) utdelas ett pris vid Kungl. Skogs- och Lantbruksakademien, som utgörs av en penningsumma som belöning "för framstående insatser inom lantbrukets marklära/växtnäringslära och växtförädling/kvalitetsforskning, utan särskild prioritering mellan områdena, varvid personliga kvalifikationer bör vara utslagsgivande". Priset utdelas högst vart tredje år. Detta sker vid Akademiens högtidssammankomst 28 januari.